# Тиволиле Пасквали-Меренцата (Козенца)
Тиволиле Пасквали-Меренцата је насеље у Италији у округу Козенца, региону Калабрија.
Према процени из 2011. у насељу је живело 4381 становника. Насеље се налази на надморској висини од 422 м.